# Morone (zoologia)
Morone (Mitchill 1814) persico spigola è un genere di pesci ossei marini e d'acqua dolce appartenenti alla famiglia Moronidae.

## Distribuzione e habitat
Questi pesci si trovano nelle acque costiere dell'Oceano Atlantico occidentale tra il Canada e il Golfo del Messico e nei corsi d'acqua tributari dell'Oceano Atlantico del Golfo del Messico e dei Grandi laghi. In Europa è spesso allevato l'ibrido tra Morone saxatilis e Morone chrysops, noto con il nome commerciale di persico-spigola. Talvolta alcuni esemplari si possono reperire anche nelle acque libere
Le specie marine sono strettamente costiere, quelle dulcacquicole si incontrano soprattutto in ambienti di acque ferme.

## Specie
Al genere appartengono 4 specie:
- Morone americana
- Morone chrysops
- Morone mississippiensis
- Morone saxatilis[3]

## Galleria d'immagini

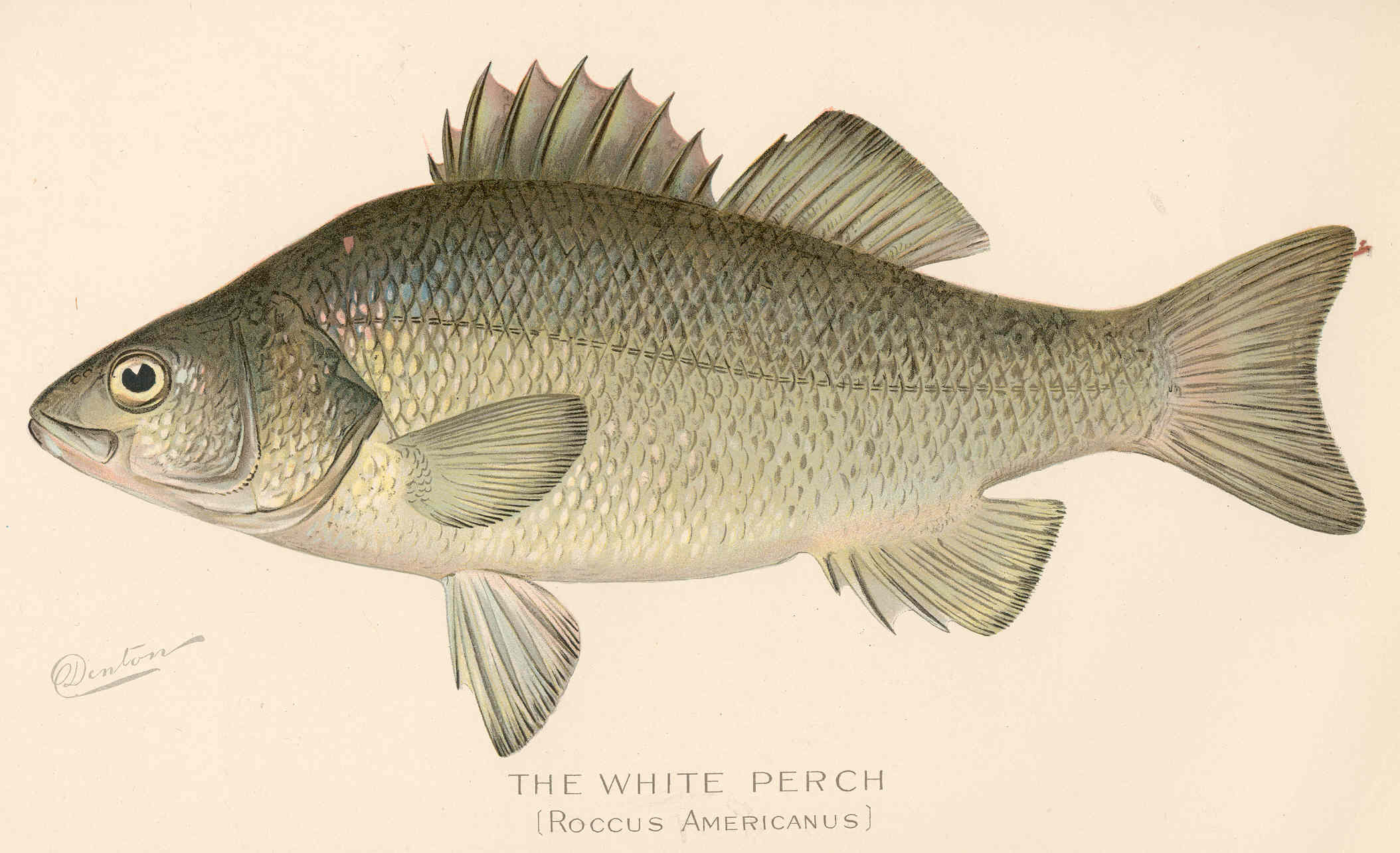
Morone americana
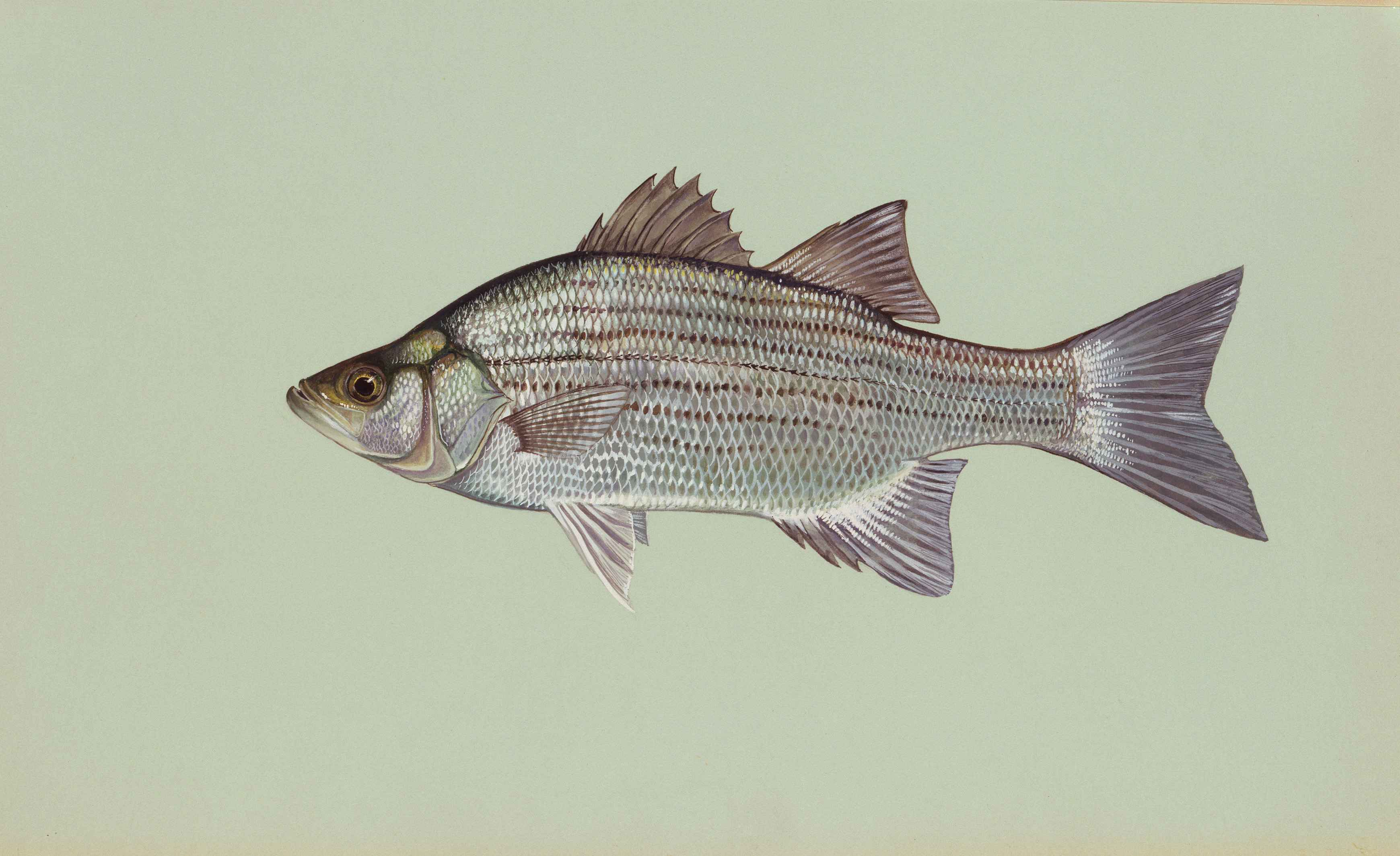
Morone chrysops
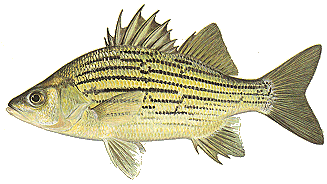
Morone mississippiensis
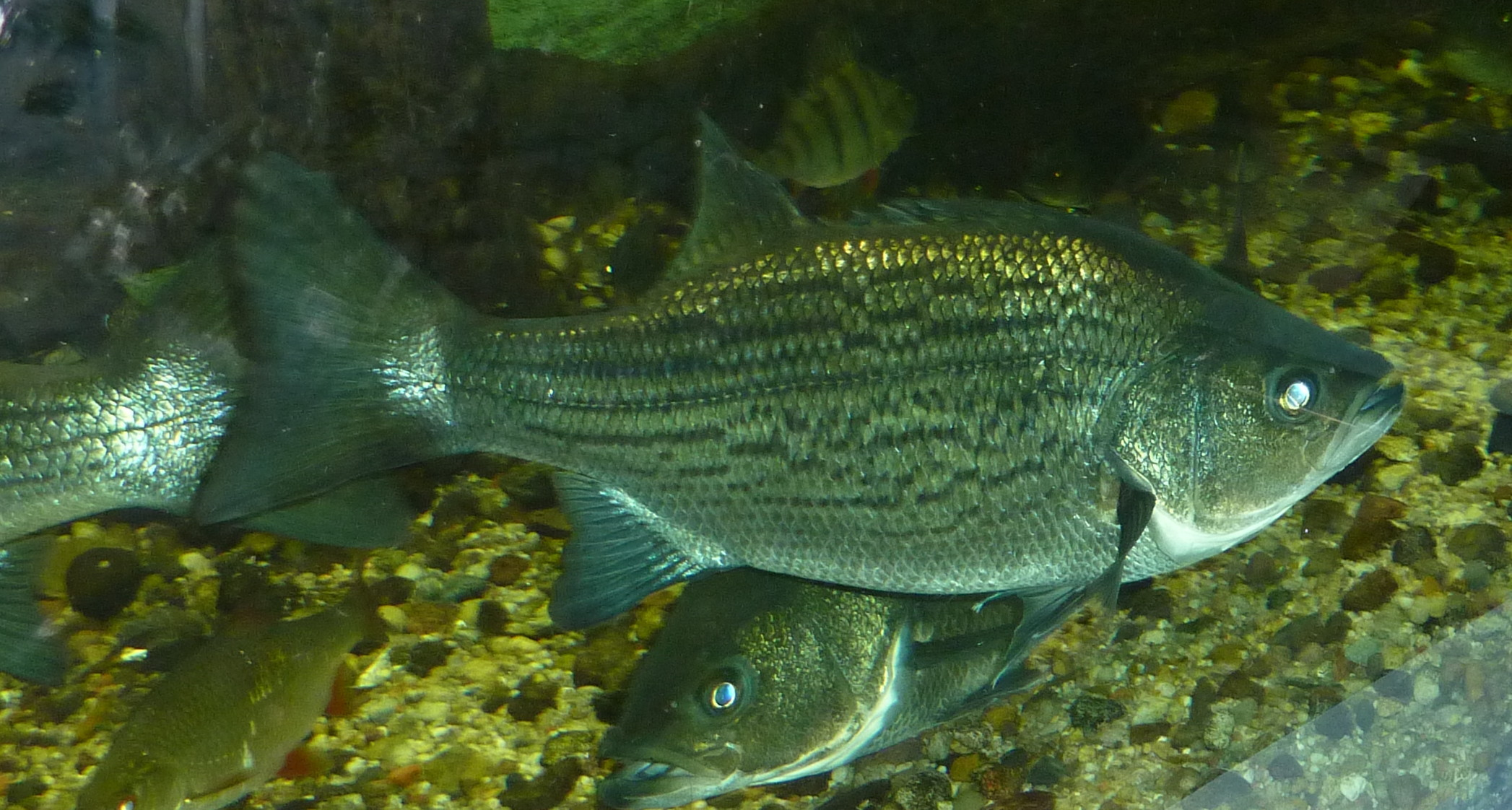
Ibrido tra Morone saxatilis e Morone chrysops (Persico spigola)